# Maxime Jacquemin
Pour les articles homonymes, voir Jacquemin.
François Maxime Jacquemin, né le 1er avril 1795 à Tours et mort le 6 juillet 1863, est un général et auteur militaire français.

## Biographie
D'une famille d'architectes tourangeaux, Maxime Jacquemin est le petit-fils de Jean-Bernard Jacquemin (1720–1786), géomètre et architecte de la cathédrale de Tours, le fils du géomètre et architecte Jean-Bernard-Abraham Jacquemin (1756-1826), l'oncle de Jean-Charles Jacquemin-Belisle (1814-1869), architecte de la ville de Tours, ainsi que le demi-frère d'Armand Trousseau. Marié à Adélaïde Augustine Colette von Laudten, fille du colonel Jean Georges von Laudten et d'Adélaïde Sophie Bellas de La Croix, il est le père du général Georges Philippe Jacquemin et le beau-père de Hippolyte Ardant du Masjambost.
Maxime Jacquemin opte pour la carrière militaire et intègre les gardes d'honneur en 1813, avec lequel il prend part à la compagne d'Allemagne.
Lors des Cent-Jours, il reprend du service au sein du 7e régiment de chevau-légers lanciers et fait la campagne de Belgique. 
Sous-lieutenant de dragons en 1823, il participe en cette qualité à l'expédition d'Espagne, durant laquelle il reçoit l'ordre de Charles III d'Espagne. 
Promu lieutenant en 1825, puis capitaine instructeur à l'école de cavalerie de Saumur, Jacquemin est décoré de la Légion d'honneur en 1831. Il passe chef d'escadrons en 1840 et lieutenant-colonel en 1845. 
Il se fait construire un hôtel particulier, au no 6 de la rue Traversière, à Tours, sur les plans de son cousin germain Jean-Charles Jacquemin-Belisle (en collaboration avec le père de celui-ci, Jean-Bernard Toussaint Jacquemin-Bellisle). Il le fait l'agrandissent 1861-1863.
Il est nommé commandant en second de l'école de cavalerie de Saumur en 1848. L'année suivante, il est fait officier de la Légion d'honneur l'année suivante. 
Il est promu général de brigade en 1852 et général de division en 1854. Il passe commandeur de la Légion d'honneur en 1855.
Auteur de plusieurs ouvrages sur la cavalerie, il est lauréat de l'Institut de France.
Membre de la Société archéologique de Touraine, il devient président de la Société d'agriculture, arts, sciences et belles-lettres du département d'Indre-et-Loire en 1858.

## Décorations
- Commandeur de la Légion d'Honneur
- Ordre de Charles III d'Espagne
- Ordre royal et militaire de Saint-Georges de la Réunion (it)
- Ordre de l'Épée

## Travaux
- 1820:  Abrégé d'extérieur à l'usage des officiers et sous-officiers des dragons
- 1821: Précis anatomique du cheval, pour servir d'introduction au Cours d'extérieur à l'usage des officiers et sous-officiers de cavalerie
- 1826: Cours d'hippiatrique à l'usage des officiers et sous-officiers de cavalerie
- 1850: Petite monographie des boîteries du cheval